# DeltaSync
DeltaSync es un protocolo de comunicaciones propiedad de Microsoft para sincronizar los servicios web con los clientes sin conexión. Windows Live Hotmail se expone a los clientes sin conexión mediante DeltaSync y Outlook Connector y el cliente de Windows Live Mail utilizado para el acceso sin conexión. Microsoft está impulsando este protocolo en lugar de POP3 o IMAP4 para apoyar diversas funciones avanzadas como contactos, calendario, notas de sincronización. Mediante el Protocolo DeltaSync, Microsoft pretende proporcionar una plataforma común para cualquier dispositivo compatible implementar a un cliente que bidireccional puede sincronizar el correo electrónico, contactos, calendario y las notas.

## Historia
En enero del 2007, Microsoft anunció que DeltaSync reemplazaría a WebDAV. En abril del 2008, Microsoft envío un mensaje de advertencia que WebDAV ya no podría ser compatible después del 30 de junio de 2008. Sin embargo, en mayo del 2008 Microsoft declaró que "posponer el plazo de transición anunciado anteriormente" para permitir a los clientes cada vez más tiempo para "evaluar soluciones alternativas". En junio del 2009, Microsoft anunció que el apoyo de WebDav finalmente terminaría el 1 de septiembre de 2009.